# 유고슬라비아 왕자 파블레
유고슬라비아 왕자 파블레(Prince Paul of Yugoslavia, 1893년 4월 27일 ~ 1976년 9월 14일)는 페타르 2세의 소수 기간 동안 유고슬라비아 왕국의 섭정이었다. 파블레는 페타르 아버지 알렉산다르 1세의 사촌이었다.